# Leonard Adleman
Leonard Max Adleman, né le 31 décembre 1945 , est un chercheur américain en informatique théorique et professeur en informatique et en biologie moléculaire à l’université du Sud de la Californie. Co-inventeur du cryptosystème RSA (Rivest, Shamir, Adleman) en 1977, Adleman a également travaillé dans la bio-informatique. 

## Biographie
Né en Californie, Adleman grandit à San Francisco et étudie à l'université de Californie à Berkeley. Il décroche un doctorat en 1976. En 1994, son article Molecular Computation of Solutions To Combinatorial Problems décrit l'utilisation expérimentale de l'ADN dans les systèmes informatiques. Il donne comme exemple un problème de recherche d'un chemin hamiltonien dans un graphe à 7 sommets, un problème semblable à celui du voyageur de commerce. Même si la solution est connue depuis longtemps, c’est la première fois que l’on démontre que l’ADN peut effectuer des calculs complexes.
Pour sa contribution en cryptographie avec le RSA, Adleman a reçu en 2002 avec Ron Rivest et Adi Shamir le prix Turing, l’équivalent du prix Nobel en informatique. On attribue aussi à Adleman le terme de virus informatique.
Adleman a également officié comme consultant en mathématiques pour le film Les Experts (Sneakers). Il a trois filles : Jennifer (née en 1980), Stephanie (née en 1984) et Lindsey (née en 1987).